# Iso-Kumpunen (ö i Norra Savolax)
Iso-Kumpunen är en ö i Finland. Den ligger i sjön Vuotjärvi och i kommunen Kuopio i den ekonomiska regionen  Kuopio ekonomiska region  och landskapet Norra Savolax, i den centrala delen av landet, 400 km nordost om huvudstaden Helsingfors. Öns area är 13,5 hektar och dess största längd är 0,6 kilometer i öst-västlig riktning.